# 러시아의 HIV/AIDS

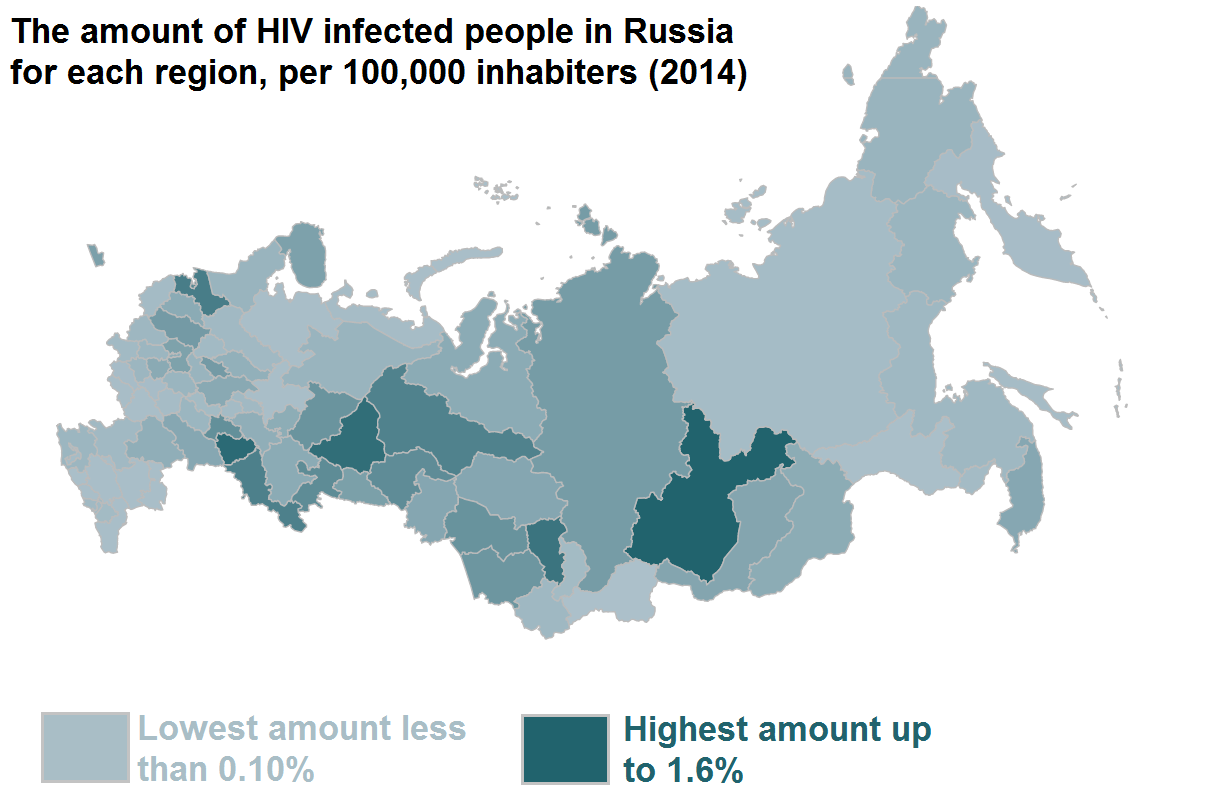

전문가들은 2016년까지의 러시아의 후천면역결핍증후군 감염자는 약 85만~150만명, 성인의 HIV 유병률은 0.8~1%라고 예상했다. 2016년 UN에 따르면 러시아는 후천면역결핍증후군이 가장 많고 빠르게 전염되는 국가라고 발표했다. 또한 2015년에 약 95,000명의 러시아인이 HIV 진단을 받았으며, 2016년 9개월 동안 약 75,000명이 HIV에 감염되었다. 후천면역결핍증후군의 사회 낙인과 러시아 정부의 무관심이 전염병 확산에 크게 기여했다.

## 소련
소련에서 공식적으로 문서화된 후천면역결핍증후군 사례는 1987년 3월에 발생했다. 소련 정부의 HIV 진단을 거부하고 억압하는 정책은 전염병에 대한 효과적인 정부 대응을 저해할 뿐만 아니라 정확한 통계 기록을 저해했다. 1988년에는 인구의 동성애 발생률이 10만명 중 1명에 불과한 것으로 추산되었고, 성노동자와 마약 중독자도 적게 보고되었다.
1988년에 정맥주사용 약물의 사용빈도가 극히 낮다는 평가를 받았으나 1990년에는 공식적으로 등록된 약물사용자 수는 30만 명에 이르렀다. 하지만 이 수치는 인위적으로 낮은 것으로 평가받으며, 소련의 경찰은 실제 중독자의 수를 10배 이상으로 추산했다. 이러한 HIV 위험군의 존재에 대한 당국의 방치와 거의 부인은 그들이 HIV 전염병 자체의 존재를 파악하게 되면서 직면한 문제를 복잡하게 만들었다.

## 러시아 연방

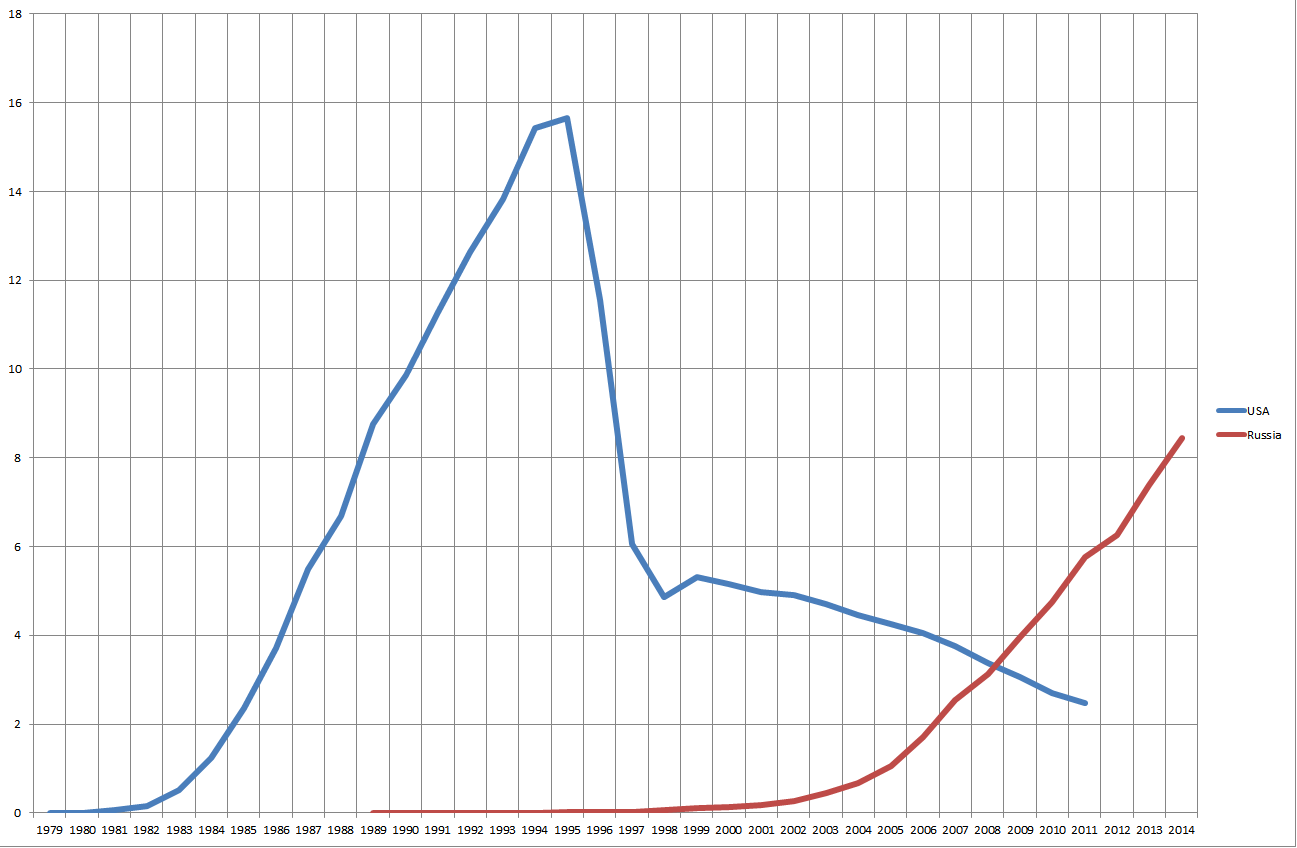
미국과 러시아에서 인구 100,000명당 확인된 HIV 사망률, 2014년 4월 기준

2002년에 러시아 정부는 세계 은행과 협력하여 러시아 연방에서 결핵과 후천면역결핍증후군의 증가를 막기 위한 공동 프로젝트를 구성했으며, 일부는 은행에서 1억 5천만 달러의 대출을 받았고 일부는 러시아 재무부에게서 받았다. 이 프로젝트는 2003년에서 2008년까지 진행되도록 규정되었으며, 두 질병과 싸우는 데 필요한 요구 사항과 현재 관행 사이의 격차를 좁히는 것을 목표로 하고 있다. 원래 대출 계약에서 세계 은행이 명명한 이 프로젝트의 목표는 단기적으로 전염병의 성장을 억제하고 장기적으로 전염병의 진행을 중단시키는 것이었다. 하지만 다른 나라의 프로젝트와 러시아의 프로젝트도 마찬가지로 장기적인 프로젝트는 효과가 부족하다는 평가를 받는다. 또한 전체적으로 결핵 및 후천면역결핍증후군의 큰 부담을 다루기 위한 규모와 기술 품질 면에서 부적절한 대응, 대규모의 신속한 시행을 위한 보다 강력한 관리 및 제도적 역량의 필요성과 재정적 제약 등의 문제가 생겼다. 하지만 차관 협정의 결과를 검토하면서 세계은행은 이 프로젝트가 전반적으로 성공적이라고 평가했다.
2007년 러시아에서 HIV 감염의 83%는 IDU, 6%는 성노동자, 5%는 수감자로 보고되었으며, 이후 IDU 비율은 70%로 떨어졌다. 2007년에는 HIV 감염된 성인과 어린이의 93.19%가 항레트로바이러스 치료를 받고 있는 것으로 보고되었다. 2012년 11월 22일 러시아에 공식적으로 등록된 HIV 감염자는 703,781명이다.
러시아 정부의 지속적인 노력에도 러시아에는 에이즈에 관한 많은 문제가 남아있다. 러시아의 학교에서 성 및 마약 교육에 재정적인 노력이 적어 어린이를 위한 효과적인 예방 프로그램이 부족하고, HIV를 둘러싼 일반 인구의 교육과 지식은 제한적이다. 인권 위원회는 낮은 교육 수준이 후천면역결핍증후군에 감염된 사람들이 경험하는 차별과 낙인을 결정하는 중요한 요인이 될 수 있다고 언급했다. 또한 비정부기구가 시행하는 감염에 취약한 사람에 대한 예방 프로그램은 보고 요구 사항을 충족하기 어렵고 불이행에 대한 심각한 처벌을 포함하여 지속 가능성 및 정부 규정의 부족으로 인해 제대로 이루어지지 않고 있다.
2010년 오스트리아 빈에서 열린 국제 에이즈 회의에서 안드레이 릴코프 재단은 러시아의 에이즈에 대한 정책에 비난했다. 2010년 NIBR의 연구 프로젝트에 따르면 연방 당국의 증가된 노력에도 불구하고 위험 그룹을 대상으로 하는 프로그램에 자금을 지원하는 데 체계적으로 주저하고 있으며 캠페인 및 치료에 대한 헌신 수준과 조직 방식에 큰 지역적 차이가 크다고 보고되었다.
연방 HIV 센터의 바딤 포크로브스키에 따르면 2019년까지 러시아의 HIV 감염 건수는 200만 건에 달할 것이며 감염은 30-34세 남성 사이에서 가장 흔하며 그 중 3%가 감염된다. 같은 연령대의 여성 중 감염률은 1.5%에 이르며, 2014년 감염된 것으로 보고된 사람들 중 57%는 약물 사용, 1%는 남성 동성애 접촉, 40%는 이성 접촉을 통해 감염되었다. 2013~2014년에도 경제 상황과 의료 관리의 체계적 문제로 인해 HIV 치료제의 가용성이 감소했다. 러시아의 많은 지역은 공식적으로 일반화된 전염병 상태로 분류되며, 이는 전체 주민의 1% 이상이 HIV 양성일 때 발표된다.
러시아는 에이즈 음모론의 표적이 되고 있으며, 2019년 4월, 두 명의 시베리아 여성이 치료를 거부했고 이후 사망한 것으로 보고되었다. 이르쿠츠크 지역의 유명한 활동가도 자신의 HIV 양성 결과가 나온 아이에 대한 치료를 거부했으며, 또 다른 이르쿠츠크 여성은 2018년 에이즈 합병증으로 사망한 4개월 된 딸의 치료를 거부한 혐의로 유죄 판결을 받았다.